# Kepskiosk

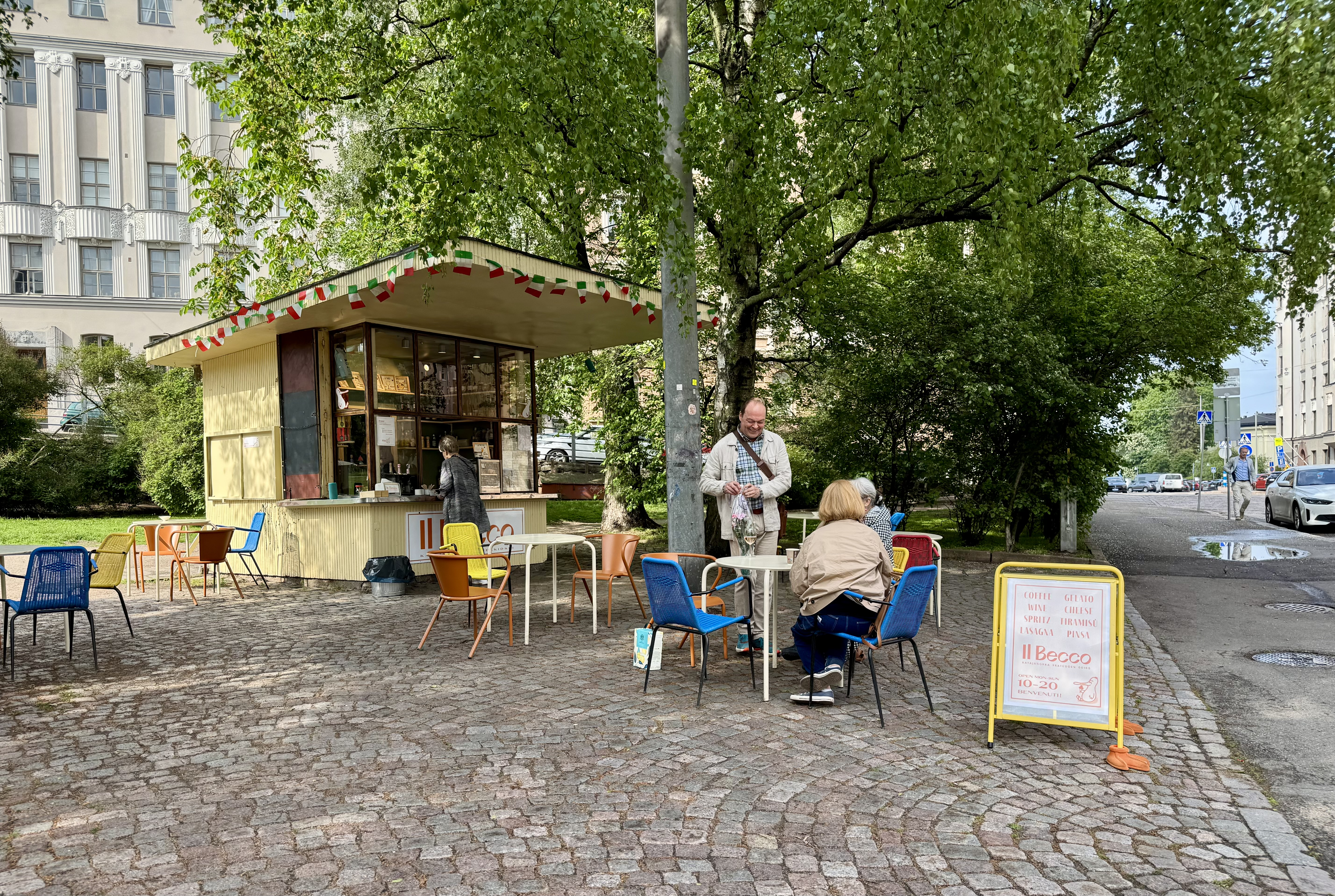
Kepskiosk i Tove Janssons park på Skatudden i Helsingfors

Kepskiosk, eller kepstakskiosk (finska: Lippakioski) är en typ av kiosk med långt överskjutande takstycke, som uppfördes på 1940- och 1950-talen i Helsingfors.
Stadsarkitekten i Helsingfors Gunnar Taucher ritade år 1937 de första kepskioskerna, vilka hade rundad framsida. Något senare ritade Hilding Ekelund fyrkantiga kiosker, som sattes upp av Helsingfors stad på en mängd platser i staden under 1940- och 1950-talen. 
Kepskioskerna är av trä och gulmålade. De ägs av staden och hyrs ut till näringsidkare. Många har förfallit och idag finns omkring 20 kvar. Helsingfors stad beslöt hösten 2015 att sälja ut tio av dem.

## Bildgalleri

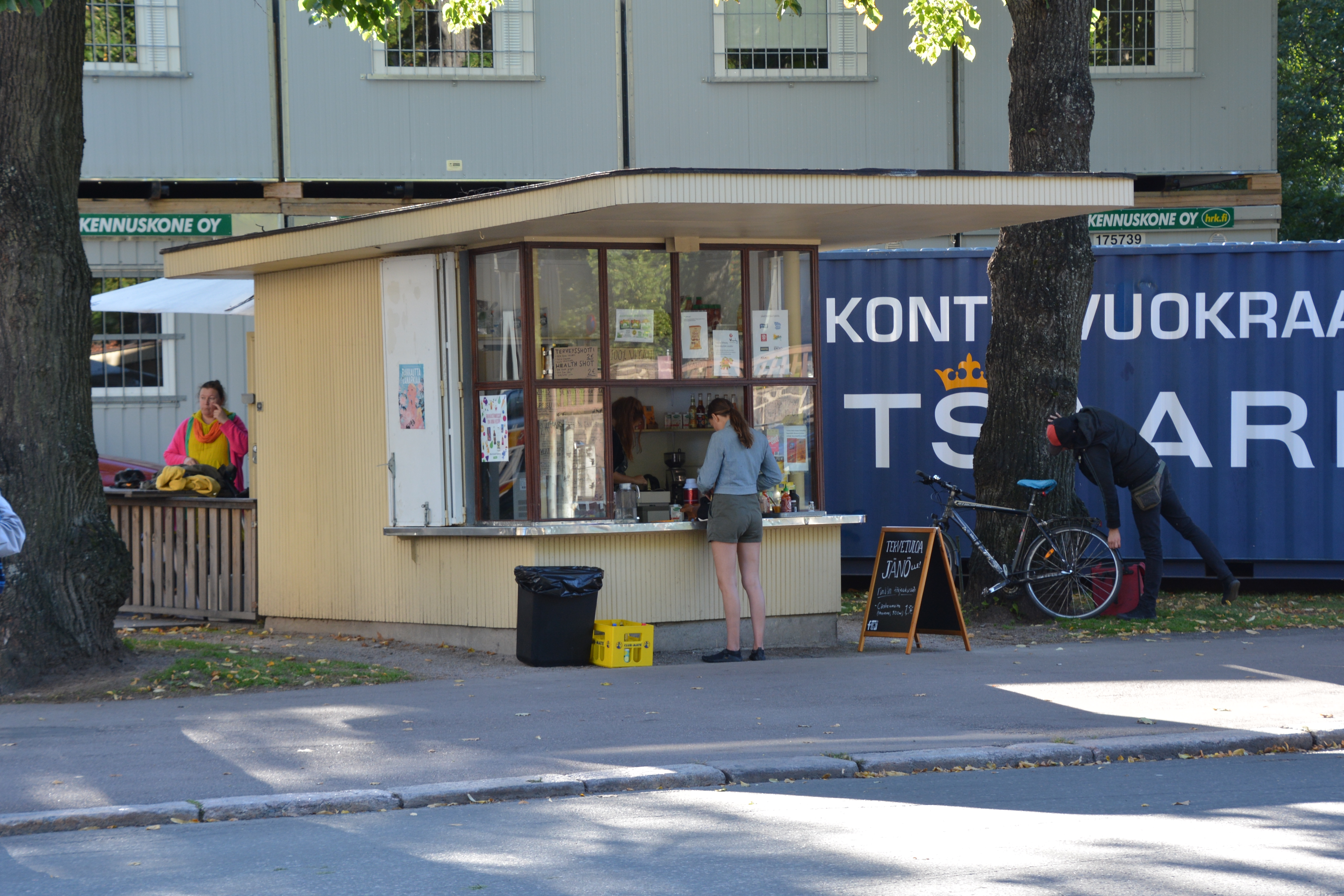
Kepskiosken Jaskan Grill på Museigatan i Helsingfors
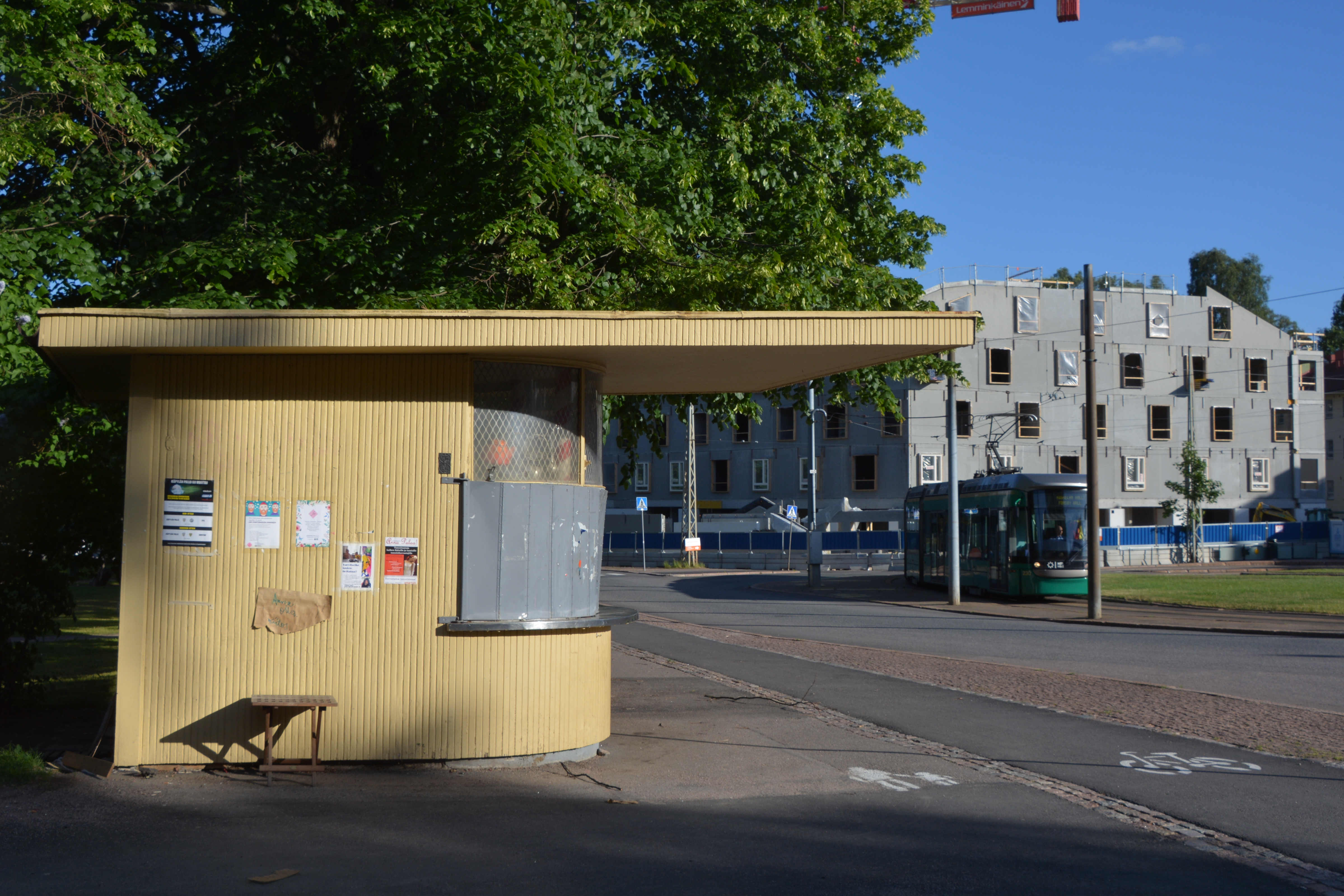
Kepskiosk i Kottby i Helsingfors
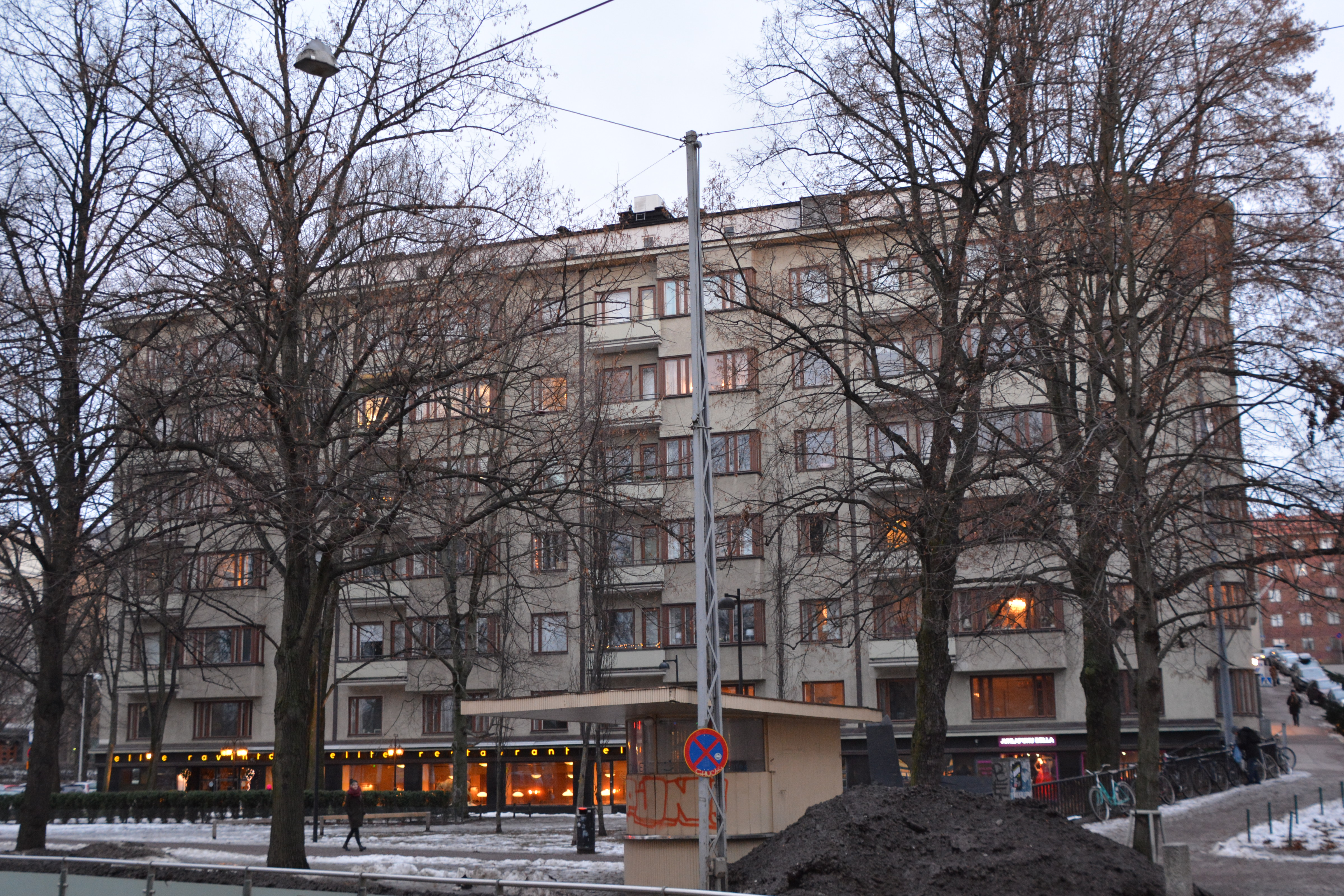
Kepskiosk i Tölö, Runebergsgatan vid Södra Hesperiagatan